# Jan Szopa
Jan Szopa (ur. 15 sierpnia 1940 w Jesionce, zm. 8 stycznia 2005 w Krakowie) – polski pedagog, profesor nauk biologicznych, rektor Akademii Wychowania Fizycznego im. Bronisława Czecha w Krakowie w latach 1987–1993, specjalista w zakresie antropologii.

## Kariera naukowa i sportowa
W 1962 roku ukończył studia biologiczne na Uniwersytecie Jagiellońskim i w tym samym roku rozpoczął pracę jako nauczyciel w I Liceum Ogólnokształcącym im. Jana Długosza w Nowym Sączu, w którym pracował przez osiemnaście lat, pełniąc między innymi funkcję dyrektora szkoły. W międzyczasie w 1970 roku uzyskał na Uniwersytecie Jagiellońskim stopień naukowy doktora, a w 1978 roku doktora habilitowanego nauk przyrodniczych. Był jedynym w Małopolsce dyrektorem szkoły średniej z tak wysokim stopniem naukowym. W 1990 roku uzyskał tytuł profesora biologii, nauki kultury fizycznej o specjalnościach antropologia, antropomotoryka, biomedyczne podstawy rozwoju człowieka, genetyka, nauki przyrodnicze, teoria wychowania fizycznego.
Od 1980 do 2000 roku był pracownikiem Akademii Wychowania Fizycznego im. Bronisława Czecha w Krakowie, gdzie pełnił funkcję kierownika Katedry Antropologii i łączył ją w latach 1987–1993 ze stanowiskiem rektora uczelni. W latach 1984–1987 był ponadto członkiem Rady Wyższego Szkolnictwa Kultury Fizycznej, a w późniejszym okresie ekspertem Komisji Akredytacyjnej, członkiem Komitetu Nauk Kultury Fizycznej oraz Komitetu Antropologii Polskiej Akademii Nauk. W 1989 roku został założycielem i jednocześnie pierwszym redaktorem naczelnym czasopisma naukowego „Antropomotoryka”. Po zakończeniu pracy w Krakowie zatrudniony był na stanowisku profesora antropologii i zarazem kierownika Katedry Nauk Biologicznych Akademii Wychowania Fizycznego im. Jerzego Kukuczki w Katowicach, profesora antropologii na Wydziale Nauk Biologicznych Uniwersytetu Szczecińskiego, profesora antropologii i antropomotoryki na Wydziale Pielęgniarstwa w Państwowej Wyższej Szkoły Techniczno-Ekonomicznej im. ks. Bronisława Markiewicza w Jarosławiu oraz na Wydziale Wychowania Fizycznego i Zdrowotnego Politechniki Radomskiej.
W trakcie swojej pracy akademickiej wypromował 15 doktorów nauk o kulturze fizycznej, napisał 123 publikacje naukowe oraz był recenzentem 13 prac doktorskich i habilitacyjnych.
14 stycznia 2005 roku ok. godz. 14:00 został pochowany na cmentarzu Rakowickim w Krakowie.